# Лемешева, Мария Сергеевна
Мари́я Серге́евна Ле́мешева (12 ноября 1944, Москва) — советская и российская оперная певица (сопрано). Солистка Камерного музыкального театра оперы им. Б. А. Покровского. Народная артистка России (2007).

## Биография
В 1968 году окончила ГИТИС им. Луначарского. 
С 1968 по 1971 год — солистка Воронежского театра оперы и балета. 
В 1971—2014 годах работала в Камерном музыкальном театре оперы им. Б. А. Покровского.

## Семья
Отец — Сергей Яковлевич Лемешев (1902—1977), советский оперный певец (лирический тенор), оперный режиссёр, педагог. Народный артист СССР. Похоронен в Москве на Новодевичьем кладбище (участок №9).
Мать — Ирина Ивановна Масленникова (1918—2013),советская и российская оперная певица, Народная артистка РСФСР. Женаты в 1943—1950 гг. Похоронена в Москве на Новодевичьем кладбище (участок №10).
Муж — Владимир Ильич Агронский, дирижёр Камерного музыкального театра оперы им. Б. А. Покровского. Народный артист России.
Мария Сергеевна Лемешева падчерица Бориса Александровича Покровского.

## Репертуар в театре Покровского
Моноопера «Ожидание» Микаэла Таривердиева по поэме Роберта Рождественского «Ожидание (монолог женщины)» (1982) была написана специально для Камерного театра Бориса Покровского «в расчете на уникальный талант Марии Лемешевой». Премьера состоялась в театре Покровского 26 октября 1985 года с Лемешевой в единственной роли. Она оставалась в этом театре её единственной исполнительницей, в том числе и при возобновлении оперы 22 мая 2009 года.
список партий:
- Графиня Розина — «Свадьба Фигаро»
- Ливьетта — «Контракт для Пульчинеллы с оркестром, или Посторонним вход разрешен»
- Поппея — «Коронация Поппеи»
- Веспетта — «Пимпиноне»
- Первая дама, Папагена — «Волшебная флейта»
- Нелла — «Джанни Скикки»
- Донна Эльвира — «Дон Жуан, или Наказанный развратник»
- Луна — «Кровавая свадьба»
- Прасковья Осиповна, Мать, Приживалка — «Нос»
- Варвара Алексеевна Доброселова — «Бедные люди»
- Петя, Рассказчица — «Сергей Сергеевич Прокофьев — детям»
- Ярость, Архангел, Первая наложница — «Ростовское действо»
- Она — «Ожидание»[3]

## Фильмография
- 1984 — «Три медведя» (анимационный) — вокал
- 2006 — «Как уходили кумиры» (документальный)
- 2006 — «Сергей Лемешев»